# タイ国鉄RTS型気動車
タイ国鉄RTS型気動車（タイこくてつRTSがたきどうしゃ）は、1971年に営業運転を開始したタイ国有鉄道メークローン線の一般形気動車である。その車番からD9形と呼ばれる場合もある。

## 導入の経緯
本形式が導入されたメークローン線は、元々私鉄であり一部区間が電化もされていたという経緯や、路線延長が短く折り返しが多い平坦線であるという特徴から、動力分散化が国鉄本線に比べ進んでいた。そのため、国有化され再非電化された後も慣例的にメークローン線専用設計の気動車 が導入されていた。本形式はこれに続いて導入された、メークローン線専用設計車両である。

## 車両

### 構造
本形式は本線とは異なるメークローン線の特殊な事情に合わせた特別な設計となっている。本形式は同時期に製造されたRHN型と同じカミンズ製220馬力エンジンを搭載するが、RHN型では1両に2基搭載するのに対して本形式では1両に1基のみの搭載である。これはメークローン線の距離や運転間隔を考慮したものであり、最高速度を70 km/hに落とす 代わりにギア比を大きくすることで、小さい出力で必要な牽引力を確保している。

### 車体
タイ国鉄初のオールステンレス車両である。車体側面はコルゲート板が使用され、屋根にはグローブ型ベンチレータが搭載されている。なお、車内はRHN型に準じた仕様である。
- 制御動力車は貫通扉付で、側扉は片開きで2か所である。全室客室で、全体的に後に登場する本線用THN型やNKF型と似た車体である。
- 中間付随車には車体中央部に荷物室が設けられていて、この荷物室には両開きの側扉が付いている。これ以外に、客室用に片開きの側扉が2か所設けられている。

### 塗装
製造時は排障器が赤く塗られている以外車体全体が無塗装だった が、その後は車体前面の全体が警戒色として黄色に塗られ、側面は窓下に黄色の細帯を巻いている。

## 運用

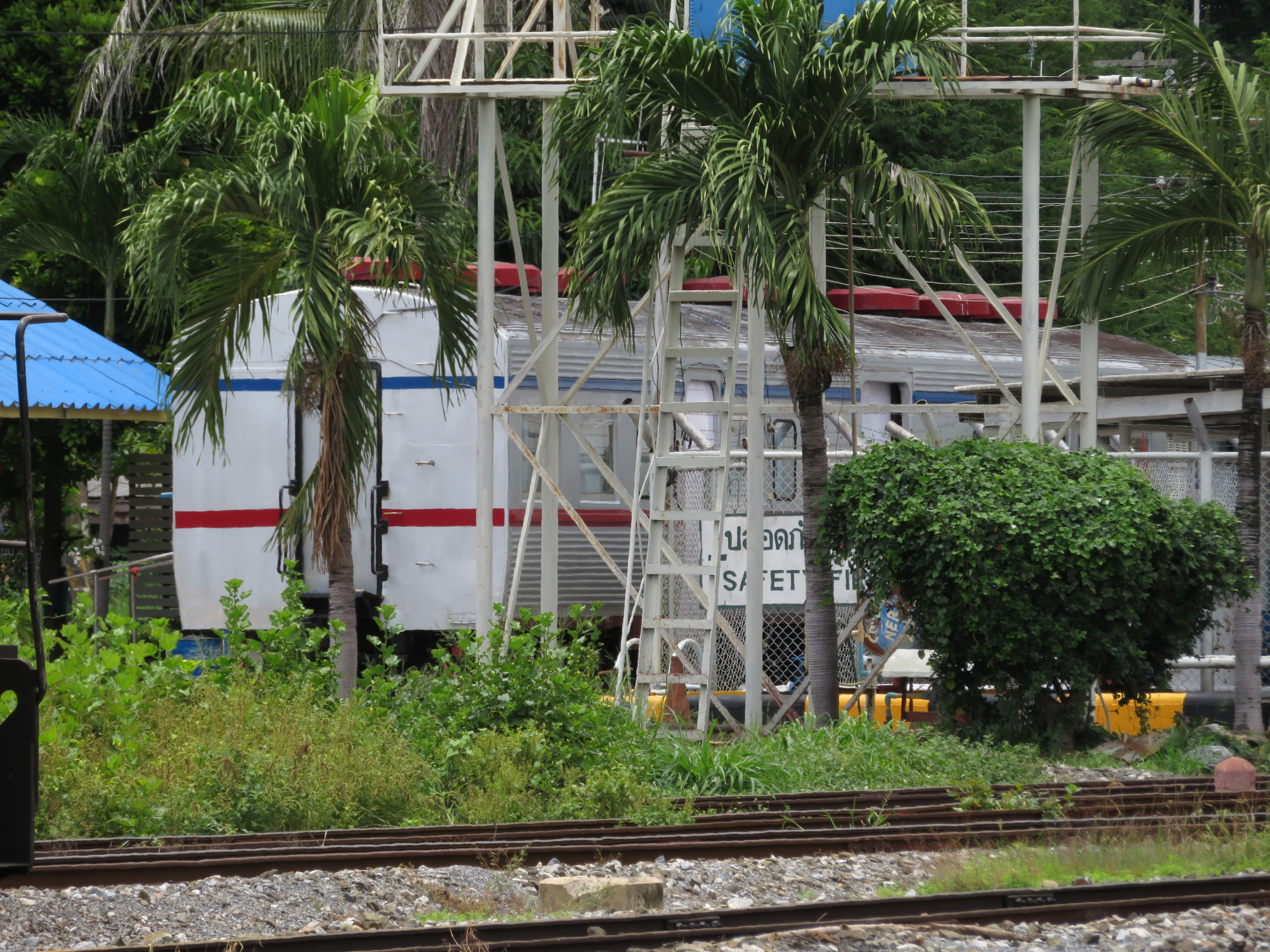
ナコンラチャシーマ駅に留置される中間付随車
妻面右下に「TOKYU CAR」の銘板が見える

当初からメークローン線に導入され、他の国鉄各本線に導入されることはなかった。導入時はメークローン線の主力として活躍したが、2000年頃にはNKF型などが導入されたことで既に予備車的な使用方となっており、現在では全車引退している。2019年現在数両が東北本線ナコンラチャシーマ駅とマップカバオ駅に留置されているが、全体的に状態はあまり良くない。なお、ナコンラチャシーマ駅に留置されているうちの1両（中間付随車）は窓下の黄色帯が赤色に変更され、また幕板部に青色が追加されているが、使用用途は不明。